# 聖傑曼努斯一世
聖傑曼努斯一世（Germanus I of Constantinople，约634年—733年或740年）是715年到730年期間的君士坦丁堡普世牧首。他被东正教和罗马天主教会视为圣人，聖人曆為5月12日。他因為反對拜占庭帝國皇帝李奧三世的破壞聖像運動而辭職。